# Great (2013)
Great ist eine deutsche Kurzfilm-Komödie von Dog Ear Films aus dem Jahr 2013. Regie führte Andreas Henn; die Hauptrolle spielt Milos Bikovic als Nikola Radosevic, ein junger Partisan, der sich mit seiner Liebe zum Film in Gefahr begibt. Die Handlung beruht auf einer wahren Begebenheit. Der Kurzfilm wurde für drei Preise nominiert und sechsmal ausgezeichnet.

## Handlung
Serbien im Zweiten Weltkrieg: Der junge Partisan Nikola Radosevic widersetzt sich seinem Bruder Rado und wird von Ivona, der Frau seines Bruders, die auch eine Partisanin ist, geohrfeigt. Denn er hat wieder einmal Filme statt Waffen beschafft, weil er überzeugt ist, dass man Krieg auch ohne Waffen führen kann. Als Filmfanatiker macht er sich auf den Weg in das nächste deutsche Soldatenkino, um mit einer List den vorgesehenen Streifen Wunschkonzert auszutauschen und den deutschen Militärs Der große Diktator von Charlie Chaplin vorzuführen. Dieser hat eine unerwartete Wirkung auf die Besatzer, sodass Radosevic durch die Gunst eines Funktionärs der vorgesehenen Erschießung entgeht.

## Hintergrund
Die Premiere des Films fand am 9. November 2012 in Nördlingen statt.
Ein versteckter Hinweis im Internet hat 2011 die Neugierde von Regisseur Andreas Henn geweckt, um die genauen Hintergründe der Geschichte zu recherchieren. In Belgrad traf er Nikola Radosevic, den Protagonisten von damals. Nikola Radosevic starb im September 2013 im Alter von 87 Jahren, die Premiere von „Great“ in Belgrad hat er jedoch noch erlebt.
Die Verfilmung der wahren Geschichte von Nikola Radosevic sollte ursprünglich in Belgrad gedreht werden, was aber aus Kostengründen verworfen wurde. Die Dreharbeiten fanden unter anderem im Eisenbahnmuseum Nördlingen, München sowie in Potsdam-Babelsberg statt. Die Kinoszene wurde im Maxim-Kino in München mit etwa 80 Komparsen gedreht.
Bei der Postproduktion wurden 12 Stunden Filmmaterial auf 22 Minuten reduziert. Die Musik wurde von Sandy Lopicic komponiert.
Der Kurzfilm nahm am Wettbewerb des 34. Filmfestivals Max-Ophüls-Preis und am Internationalen Kurzfilmfestival in Almería teil und gewann neben dem Preis für den besten internationalen Kurzfilm auch den Publikumspreis.
Finanziert und gefördert wurde der Film vom FilmFernsehFonds Bayern. Fernsehausstrahlungen fanden auf Arte sowie im Südwestrundfunk SWR statt, welche auch die Koproduzenten sind.

## Auszeichnungen
Preise
- Almería International Short Film Festival 2013 in der Kategorie für bester internationaler Kurzfilm und Publikumspreis[4]
- Aspen Shortsfest 2013 in der Kategorie BAFTA/LA Certificate of Excellence[5]
- Eberswalde Film Festival 2013 in der Kategorie Publikumspreis[6]
- Myrtle Beach International Film Festival, US 2014 in der Kategorie zweiter platz bester internationaler Kurzfilm[7]
- Palm Springs International ShortFest 2013: Zweiter in der Kategorie Publikumspreis für den besten Kurzfilm[8]
- Corti da Sogni // Winner of European Competition
- Mompeo in Corto // Special Mention - Best Shortfilm out of contest
- Film and Art Festival Two Riversides // 2nd Prize Shortfilm Competition
- Shnit - Internationales Kurzfilmfestival // 1st Prize International Competition

Nominierungen
- Max Ophüls Festival 2013 in der Kategorie Kurzfilm[9]
- Landshut Short Film Festival 2014 in der Kategorie für Jury Award[10]
- Tallinn Black Nights Film Festival 2013 in der Kategorie für Sleepwalkers Jury Prize[11]
- Krakow Film Festival // International Competition (Poland 2013)
- Open Eyes Filmfestival // Shortfilm Competition (Germany 2013)
- Fünf Seen Film Festival // International Competition (Germany 2013)
- Alpinale Kurzfilmfestival // International Competition (Austria 2013)
- Rhode Island International Film Festival // International Competition (USA 2013)
- BUSHO Short Film Festival // International Competition (Hungary 2013)
- Hawaii International Film Festival // International Competition